# Andrea Fulignati
Andrea Fulignati (Empoli, 31 ottobre 1994) è un calciatore italiano, portiere dell'Empoli in prestito dalla Cremonese.

## Biografia
Nato ad Empoli, Fulignati fa parte di una famiglia di calciatori: il padre Stefano fu portiere delle giovanili dell'Empoli negli anni '70, mentre il nonno Sergio giocò nella prima squadra dell'Empoli, sempre come portiere, facendo da riserva al titolare Loris Borgioli.

## Caratteristiche tecniche
È un portiere sicuro e abile nell'impostazione del gioco, sia sul corto, sia sul lungo raggio.

## Carriera

### Club

#### Gli inizi
Fulignati inizia a giocare a calcio nelle giovanili dell'Empoli, squadra della sua cittadina natale, nel 2003. In particolare, viene inserito nella formazione degli esordienti professionisti insieme al coetaneo Daniele Rugani. Dopo due anni nella formazione empolese viene dato in prestito al Cuoiocappiano. Quando il Cuoiocappiano fallisce si trasferisce alla Sestese e proprio lì Fulignati si mette in mostra, partendo dalle giovanili ed arrivando a conquistare il posto da titolare in prima squadra, nel campionato di Serie D 2011-2012.

#### Arrivo a Palermo
Durante gli esordi in Serie D viene successivamente notato da squadre di Serie A: la prima a farsi avanti è l'Atalanta, ma la trattativa fallisce. Dopo l'Atalanta è il Siena a trattare per il portiere empolese, su iniziativa del direttore sportivo Giorgio Perinetti. Tuttavia, prima che l'affare vada in porto, Perinetti si trasferisce al Palermo e decide di portare con sé Fulignati in rosanero; il giocatore però passa nella società siciliana in prestito. Nel 2012 giunge dunque in Sicilia, dove viene inserito nella formazione Primavera, con la quale si mette in mostra grazie a buone prestazioni.
Per via delle sue buone esibizioni, data la scadenza del contratto in prestito che veniva il 30 giugno 2013, successivamente il Palermo gli riscatta l'intero cartellino dai toscani della Sestese durante il mercato estivo dello stesso anno e in seguito diviene ufficialmente un calciatore della prima squadra dalla stagione 2013-2014, diventando terzo portiere, sotto Stefano Sorrentino e Samir Ujkani. Non colleziona partite ma continua, fino al 2015, ad allenarsi coi compagni e a giocare nel settore giovanile.

#### Prestito al Trapani
Nell’estate, sempre del 2015, viene ceduto in prestito, con diritto di riscatto, al Trapani, sempre in Sicilia, in Serie B, ove totalizza 3 presenze, le sue prime in questa serie cadetta e con cui sfiora la promozione in massima categoria.

#### Ritorno al Palermo
La stagione successiva ritorna al Palermo e inizia l'anno come secondo portiere, dietro Josip Posavec, divenendo poi titolare a campionato in corso, avendo superato il croato nelle proprie gerarchie. L'annata però si concluderà con la retrocessione. 
Debutta in Serie A, per la prima volta, il 12 marzo 2017, nella partita persa in casa contro la Roma. Successivamente perde in trasferta contro il Milan e il Pescara.
In altre partite conclusive, casalinghe, tra cui quella pareggiata col Bologna e quelle vinte contro la Fiorentina e l'Empoli (quest'ultima sua ex squadra ai tempi delle giovanili), con la compagine ormai retrocessa aritmeticamente dopo il pareggio contro il Chievo Verona,
ha salvato più volte il risultato con ottime parate.

#### Cesena
Durante la sessione estiva di calciomercato 2017, Fulignati viene acquistato dal Cesena, in Serie B, per 400.000 euro e si accorda con i romagnoli per un contratto sino al 2019.
Dopo un iniziale periodo di incertezza offre ottime prestazioni, come per esempio: nella partita in casa contro l'Avellino, finita 3-1 per i bianconeri (in cui ha respinto più volte gli attacchi avversari e parato un rigore), contro il Pescara (4-2 per i cesenati) e, da ex calciatore, nelle due partite pareggiate con il Palermo. A fine anno contribuisce alla salvezza ma il club non si iscriverà al successivo campionato per il fallimento societario. A seguito di ciò diventa svincolato.

#### Il ritorno ad Empoli
Rimasto senza squadra, il 27 luglio 2018 viene acquistato, a parametro zero, dall'Empoli, neopromosso in Serie A, firmando un triennale, sino al 2021. Per il calciatore è un ritorno nella città che lo aveva visto iniziare il proprio percorso nel settore giovanile. Ad Empoli non ha modo di scendere in campo.

#### Ascoli e prestito alla SPAL
Nel gennaio 2019 passa a titolo definitivo all'Ascoli in uno scambio di portieri con l'Empoli. Il 31 dello stesso mese passa in prestito secco fino a giugno alla SPAL. Anche con gli emiliani non scende mai in campo.

#### Perugia
Tornato all'Ascoli, il 2 settembre passa al Perugia in uno scambio di prestiti tra portieri che vede Nicola Leali trasferirsi nel club marchigiano. Esordisce il 3 dicembre 2019, in occasione della partita di Coppa Italia contro il Sassuolo, vinta per 1-2.

#### Catanzaro
Il 28 giugno 2022, Fulignati passa a titolo definitivo al Catanzaro, in Serie C, con cui firma un contratto biennale.
Lungo la stagione 2022-2023, il portiere è fra i protagonisti della squadra che vince il proprio girone con cinque giornate d'anticipo, ritornando così in Serie B dopo diciassette anni. Nella stagione successiva aiuta la squadra a raggiungere le semifinali dei play-off di Serie B.

#### Cremonese
Il 4 luglio 2024, viene ingaggiato in prestito con obbligo di riscatto dalla Cremonese, sempre in Serie B.
A seguito della promozione in Serie A, viene ufficialmente riscattato dalla squadra lombarda.

#### Ritorno ad Empoli
Il 29 luglio 2025 la Cremonese ufficializza il ritorno in prestito nella sua città d'origine all' Empoli.

## Statistiche

### Presenze e reti nei club
Statistiche aggiornate al 1°giugno 2025.
| Stagione         | Squadra          | Campionato       | Campionato | Campionato | Coppe nazionali | Coppe nazionali | Coppe nazionali | Coppe continentali | Coppe continentali | Coppe continentali | Altre coppe | Altre coppe | Altre coppe | Totale | Totale |
| Stagione         | Squadra          | Comp             | Pres       | Reti       | Comp            | Pres            | Reti            | Comp               | Pres               | Reti               | Comp        | Pres        | Reti        | Pres   | Reti   |
| ---------------- | ---------------- | ---------------- | ---------- | ---------- | --------------- | --------------- | --------------- | ------------------ | ------------------ | ------------------ | ----------- | ----------- | ----------- | ------ | ------ |
| 2011-2012        | Sestese          | D                | 32         | -61        | -               | -               | -               | -                  | -                  | -                  | -           | -           | -           | 32     | -61    |
| 2013-2014        | Palermo          | B                | 0          | 0          | CI              | 0               | 0               | -                  | -                  | -                  | -           | -           | -           | 0      | 0      |
| 2014-2015        | Palermo          | A                | 0          | 0          | CI              | 0               | 0               | -                  | -                  | -                  | -           | -           | -           | 0      | 0      |
| 2015-2016        | Trapani          | B                | 3          | -2         | CI              | 0               | 0               | -                  | -                  | -                  | -           | -           | -           | 3      | -2     |
| 2016-2017        | Palermo          | A                | 9          | -14        | CI              | 1               | 0               | -                  | -                  | -                  | -           | -           | -           | 10     | -14    |
| Totale Palermo   | Totale Palermo   | Totale Palermo   | 9          | -14        |                 | 1               | 0               |                    | -                  | -                  |             | -           | -           | 10     | -14    |
| 2017-2018        | Cesena           | B                | 36         | -48        | CI              | 1               | -2              | -                  | -                  | -                  | -           | -           | -           | 37     | -50    |
| 2018-gen. 2019   | Empoli           | A                | 0          | 0          | CI              | 0               | 0               | -                  | -                  | -                  | -           | -           | -           | 0      | 0      |
| gen.-giu. 2019   | SPAL             | A                | 0          | 0          | CI              | 0               | 0               | -                  | -                  | -                  | -           | -           | -           | 0      | 0      |
| 2019-2020        | Perugia          | B                | 3          | -4         | CI              | 2               | -4              | -                  | -                  | -                  | -           | -           | -           | 5      | -8     |
| 2020-2021        | Perugia          | C                | 30         | -28        | CI              | 2               | -4              | -                  | -                  | -                  | SC-C        | 1           | -1          | 33     | -33    |
| 2021-2022        | Perugia          | B                | 0          | 0          | CI              | 0               | 0               | -                  | -                  | -                  | -           | -           | -           | 0      | 0      |
| Totale Perugia   | Totale Perugia   | Totale Perugia   | 33         | -32        |                 | 4               | -8              |                    | -                  | -                  |             | 1           | -1          | 38     | -41    |
| 2022-2023        | Catanzaro        | C                | 35         | -15        | CI              | 1               | -3              | -                  | -                  | -                  | SC-C        | 2           | -3          | 38     | -21    |
| 2023-2024        | Catanzaro        | B                | 37+3       | -47 + -8   | CI              | 2               | -4              | -                  | -                  | -                  | -           | -           | -           | 42     | -59    |
| Totale Catanzaro | Totale Catanzaro | Totale Catanzaro | 72 + 3     | -62 + -8   |                 | 3               | -7              |                    | -                  | -                  |             | 2           | -3          | 80     | -80    |
| 2024-2025        | Cremonese        | B                | 38+4       | -44 + -4   | CI              | 1               | -1              | -                  | -                  | -                  | -           | -           | -           | 43     | -49    |
| 2025-2026        | Empoli           | B                | 0          | 0          | CI              | -               | -               |                    | -                  | -                  |             | -           | -           | 0      | 0      |
| Totale Empoli    | Totale Empoli    | Totale Empoli    | 0          | 0          |                 | 0               | 0               |                    | -                  | -                  |             | -           | -           | 0      | 0      |
| Totale carriera  | Totale carriera  | Totale carriera  | 230        | -277       |                 | 10              | -18             |                    | -                  | -                  |             | 3           | -4          | 243    | -299   |

## Palmarès

### Club

#### Competizioni nazionali
- Campionato italiano di Serie B: 1

Palermo: 2013-2014
- Serie C: 2

Perugia: 2020-2021 (girone B)
Catanzaro: 2022-2023 (girone C)
- Supercoppa Serie C: 1

Catanzaro: 2023